# Seasick Steve
Steven Gene Wold, mais conhecido como Seasick Steve (Oakland, 19 de março de 1951) é um cantor, compositor e músico norte-americano.

## Biografia
Aos quatro anos de idade, Steve presenciou a separação de seus pais. Aos oito, aprendeu a tocar violão, sendo ensinado por K. C. Douglas, que trabalhava na garagem de seu avô. Para evitar os abusos de seu padrasto, fugiu de casa com 13 anos de idade, passando a viver perambulando pelas estradas do Tennessee, Mississippi e de outras localidades, à procura de emprego. Sobreviveu por meio de trabalhos temporários por um longo período.
Na década de 1960, começou a excursionar e tocar com músicos de blues. Passou a trabalhar como engenheiro de gravação e produtor. Na década de 1990, produziu alguns álbuns do grupo Modest Mouse, inclusive fazendo parte da banda de apoio. Mudou-se para Paris, onde apresentava-se sozinho nos metrôs da cidade.
Depois de se mudar para a Noruega, em 2001, Steve lançou seu primeiro álbum, intitulado Cheap, gravado junto com a banda The Level Devils. Seu primeiro álbum solo, Dog House Music, foi lançado pela Bronzerat Records em 26 de novembro de 2006.
Após fazer sua primeira aparição na televisão britânica no show musical Hootenanny, exibido na véspera de ano-novo de 2006, onde executou uma versão ao vivo de Dog House Boogie, Steve logo tornou-se popular na Grã-Bretanha. Em 2007, conquistou o MOJO Awards de Melhor revelação e passou a se apresentar nos maiores festivais do Reino Unido, como os de Reading e Leeds e Glastonbury.

## Discografia
- 2004 - Cheap - Dead Skunk Records
- 2006 - Dog House Music - Bronzerat Records
- 2008 - I Started Out with Nothin and I Still Got Most of It Left - Warner Bros. Records/Bronzerat Records
- 2009 - Man from Another Time - Atlantic Records
- 2010 - ...Songs For Elisabeth - Atlantic Records
- 2011 - You Can't Teach An Old Dog New Tricks - Play It Again Sam
- 2013 - Hubcap Music